# Betacam

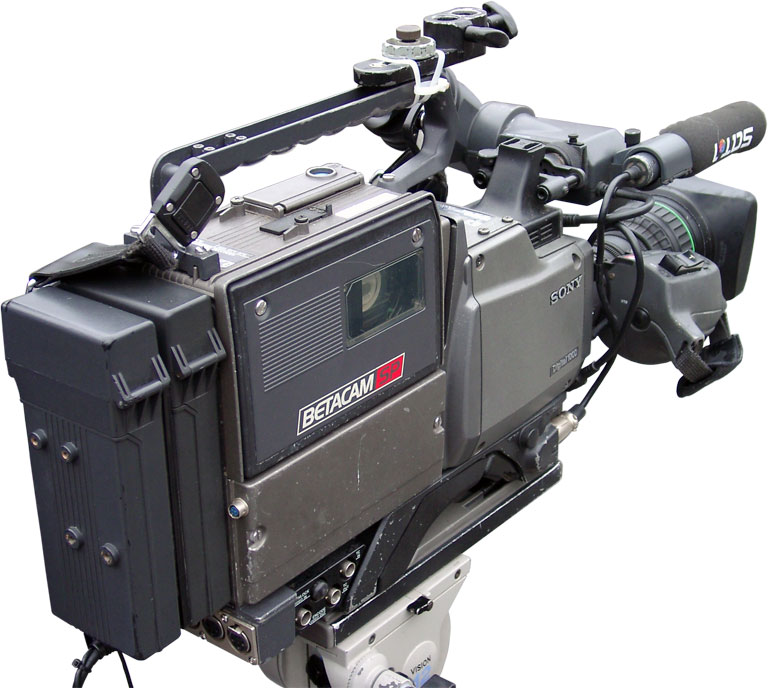
профессиональная камера Sony Betacam SP

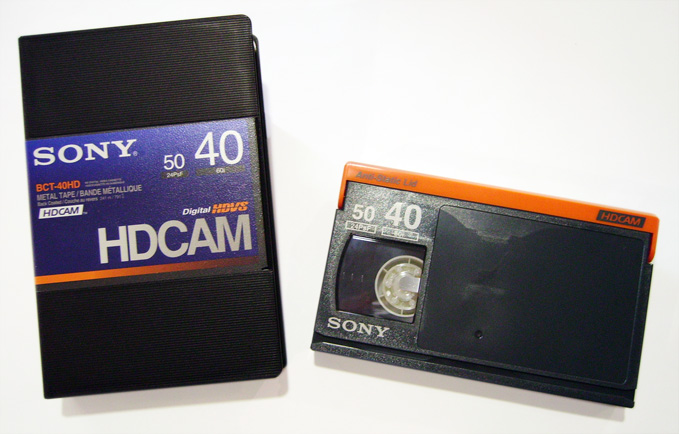
HDCAM-кассета, тип S

Betacam — семейство профессиональных форматов компонентной наклонно-строчной видеозаписи на 1/2-дюймовую магнитную ленту в кассете. Первые аналоговые форматы семейства, разработанные фирмой Sony, получили широкое распространение во всех сферах видеопроизводства, и более 20 лет считались «де факто» стандартным носителем на телевидении. В обиходе телевизионной индустрии название «Betacam» зачастую используется для обозначения видеокамер, видеокассет или видеомагнитофонов этого стандарта.
Семейство форматов профессиональной видеозаписи Betacam по мере развития включало в себя устройства и носители как для аналоговой видеозаписи Betacam и Betacam SP, так и для цифровой видеозаписи Digital Betacam, Betacam SX, HDCAM, MPEG IMX и HDCAM SR.
Во всех устройствах формата Betacam применяются видеокассеты одинаковой формы, что предполагает при обновлении аппаратуры и переходе на новый формат одностороннюю совместимость: старые кассеты совместимы с новым оборудованием, как правило поддерживающим прежние стандарты. Кроме того, для хранения новых кассет пригодны те же стеллажи.
Независимо от разновидности формата, доступны два размера видеокассет: компактные «S» (156×96×25 мм) и студийные «L» (245×145×25 мм). В видеокамерах Betacam используются видеокассеты S-размера, в то же время студийные телевизионные видеомагнитофоны, применяемые для видеозаписи и монтажа, могут воспроизводить кассеты обоих размеров. Кассеты разных форматов семейства имеют различную цветовую маркировку для упрощения визуальной идентификации. Также в видеомагнитофонах и видеокассетах используется механический ключ, позволяющий определить, кассета какого формата находится внутри магнитофона.

## История форматов семейства Betacam
Формат Betacam создан на основе бытового стандарта Betamax, разработанного компанией Sony в 1975 году. Главное отличие новой системы заключается в повышенной скорости поступательного движения магнитной ленты и скорости, с которой вращающиеся видеоголовки движутся относительно плёнки. Скорость магнитной ленты в такой же кассете возросла более чем в 5 раз: с 1,873 см/с до 10,15 для европейского стандарта 625/50. В результате, кроме повышения скорости головка/лента удалось увеличить шаг строки видеозаписи, которая стала двухдорожечной: яркость и цветность записываются разными видеоголовками на отдельных дорожках каждой строки.
Все эти меры позволили резко повысить отношение сигнал/шум и минимизировать перекрёстные помехи цветного видеосигнала. Горизонтальная чёткость полученного формата приблизилась к вещательным стандартам, сделав видеомагнитофоны пригодными для внестудийных съёмок с профессиональным качеством. Небольшие размеры видеокассеты и лентопротяжного тракта позволили сконструировать устройства, пригодные для стыковки в единый блок с компактными передающими камерами. Такая комбинация положила начало новому классу устройств — камкордерам, быстро заменившим узкоплёночные кинокамеры и переносные комплексы формата «U-matic» в новостном производстве. Первый камкордер BVW-1, состоящий из трёхтрубочной камеры BVP-3 и видеомагнитофона BVV-1, был представлен компанией Sony в 1983 году. Попытка компании «Matsushita» повторить успех Betacam трансформацией бытового формата VHS в профессиональный «MII» по тому же принципу, успеха практически не имела, потому что рынок оказался уже занят. Видеомагнитофоны и камеры MII использовались как внутренний стандарт лишь несколькими американскими телекомпаниями.
В СССР оборудование формата Betacam не выпускалось, но его импортные образцы получили широкое распространение на телевидении. В 1985 году начат выпуск передающей камеры «КТ-190», пригодной для стыковки с японским накамерным видеомагнитофоном «Sony BVV-3» этого формата.
Применение металлопорошковой магнитной ленты вместо хромдиоксидной позволило разработчикам Sony сократить минимальную длину волны записи и создать новый формат Betacam SP («Превосходные характеристики», англ. Superior Performance). Горизонтальная чёткость достигла значения 600 твл, до этого доступного только студийным форматам Quadruplex и «Ц». Кроме двух обычных каналов звука, записываемых в исходном формате вдоль края магнитной ленты, появились ещё два высококачественных, которые записываются вращающимися головками, размещёнными на барабане видеоголовок. При этом, оборудование нового стандарта сохранило совместимость со старыми кассетами и видеозаписями, которые воспроизводились без каких-либо ограничений. Запись в старом формате осталась доступной и на новых кассетах. Появление в начале 1990-х годов форматов цифровой видеозаписи было встречено разработчиками компании Sony новыми стандартами. основанными на привычной кассете: Digital Betacam, Betacam SX и HDCAM, которые до сих пор используются в профессиональном видеопроизводстве.

### Краткая хронология
- 7 августа 1982 года компания Sony представила оригинальный формат Betacam, созданный на основе полудюймовой магнитной ленты формата Betamax;
- В 1986 году Sony разработала формат Betacam SP с улучшенными характеристиками и увеличенной горизонтальной чёткостью;
- В 1993 году был выпущен формат цифровой видеозаписи Digital Betacam, пришедший на замену Betacam и Betacam SP. Отличался значительно меньшей стоимостью по сравнению с форматом D-1;
- В 1996 году был представлен формат Betacam SX. Позиционировался как более дешевая альтернатива Digital Betacam;
- Представленный в 1997 году HDCAM был первым HD форматом доступным в форм-факторе Betacam;
- В 2001 году представлен формат цифровой видеозаписи MPEG IMX (D-10), который является развитием концепции формата Betacam SX и базируется на компрессии MPEG-2;
- Представленный в 2003 году HDCAM SR использует более высокую плотность частиц ленты и является продолжением формата HDCAM c поддержкой полного HD-разрешения 1080p.

## Модификации Betacam

### Betacam
Компания Sony представила оригинальный формат Betacam. Аналоговый компонентный формат видеозаписи позволял сохранять сигналы яркости «Y» на одну дорожку, а цветоразностные сигналы «R-Y» и «B-Y» поочередно сегментами на другую дорожку с применением системы временного уплотнения со сжатием CTDM (англ.  Compressed Time Division Multiplex). Разделение каналов позволило получить видеозапись вещательного качества с горизонтальной чёткостью сигнала яркости не ниже 480 твл.

### Betacam SP
Профессиональный формат Betacam SP («SP» от англ. «Superior Performance» — высшее качество) с повышенной разрешающей способностью (до 600 твл), достигнутой за счёт использования металлопорошковой магнитной ленты с уменьшенной длиной волны записи. С появлением формата Betacam SP (видеомагнитофоны модели Sony BVW-75 и др.) для видеоносителей небольших размеров стало доступно вещательное качество, что вызвало настоящий переворот в видеопроизводстве. Кассетная конструкция позволила оперативно менять видеоленты, а новейшая технология «быстрого старта» дала возможность воспроизводить любые ленты с различными магнитными характеристиками практически сразу, без каких-либо предварительных настроек и ручной заправки ленты в тракт — достаточно было просто вставить кассету, как говорилось в рекламе. Благодаря удобству, наличию множества монтажных функций, высокому качеству изображения и четырехканальному звуку формат стал промышленным стандартом большинства телевизионных станций.

### Digital Betacam
Цифровой формат Digital Betacam (Digibeta) позволяет записывать компонентный видеосигнал разрядностью 10-бит и представлением YUV 4:2:2 с внутрикадровой компрессией изображения без потерь со скоростью 90 Мбит/с с применением (ДКП). Размер кадра в NTSC — 720×486, в PAL — 720×576, также допускается запись четырех цифровых звуковых каналов с параметрами записи 48 кГц / 20 бит (ИКМ) и дополнительно линейный тайм код.

### Betacam SX
Формат Betacam SX полностью совместимый с кассетами Betacam SP со сжатием MPEG-2 4:2:2 Profile@ML (цифровой поток 18 Мбит/с) и улучшенными возможностями для копирования и оцифровки. Формат Betacam SX дешевле формата Digital Betacam. Кассеты S типа вмещают до 62 минут записи, а L-типа — до 194 минут.

### MPEG IMX
Как дальнейший шаг в усовершенствовании Digital Betacam на профессиональном рынке появляется формат MPEG IMX. Формат имел более высокие значения цифрового потока, чем Betacam SX: 30 Мбит/с (степень сжатия 6:1), 40 Мбит/с (степень сжатия 4:1) или 50 Мбит/с (степень сжатия 3.3:1). В отличие от большинства других вариантов применения MPEG-2, в IMX используется только внутрикадровое кодирование.

### HDCAM
Sony выпускал на рынок комплекс для производства телепередач и кинофильмов для телевидения высокой чёткости (HDTV) с видеоформатом HDCAM. Комплекс, который включает в себя цифровые кинокамеры, мониторы, видоискатели, средства для записи и трансляции. Он существует в двух видах HDCAM SR и HDCAM (в области кинематографии система HDCAM применяется под торговой маркой CineAlta и позиционируется как альтернатива 35-мм киноплёнки). HDCAM использует 8-битную (3:1:1)цифровую видеозапись с компрессией (ДКП), с размером кадра 1440×1080 пикселей и поддержкой форматов 1080/50i, 59,94i, 25p, 29,97p, 23,98p, 24p. Поток данных 144 Мбит/с.

### HDCAM SR
HDCAM SR имеет полное разрешение высокой четкости 1920×1080, возможность записи видео очень высокого качества 10 бит 4:2:2 или 4:4:4 RGB, используется компрессия MPEG-4 Part 2 Simple Studio Profile. В видеомагнитофонах HDCAM SR применяются несколько режимов записи SQ — 440 Мбит/с и HQ — 880 Мбит/с, SR Lite — 220 Мбит/с для 60i и 183 Мбит/с для 50i.

## Технические характеристики
Сравнение форматов семейства Betacam:
| Видео формат    | Год  | Тип ленты          | Ширина ленты, мм | Толщина ленты, мкм | Скорость движения ленты, мм/с (576i) | Тип сигнала                           | Степень сжатия (компрессия) цифровой поток | Горизонтальное разрешение, твл / размер кадра, пикс | Отношение сигнал/шум, дБ | Время записи на S / L кассеты, мин   |
| --------------- | ---- | ------------------ | ---------------- | ------------------ | ------------------------------------ | ------------------------------------- | ------------------------------------------ | --------------------------------------------------- | ------------------------ | ------------------------------------ |
| Betacam         | 1982 | Оксидная           | 12,65            | -                  | 101,5                                | Компонентный аналоговый               | -                                          | 480 / —                                             | 48                       | 30 / 90                              |
| Betacam SP      | 1986 | Металло-порошковая | 12,65            | 14,5               | 101,5                                | Компонентный аналоговый               | -                                          | 600 / —                                             | 51                       | 30(36) / 60(72) /90(108) (плюс 20 %) |
| Digital Betacam | 1993 | Металло-порошковая | 12,65            | 14                 | 96,7                                 | Цифровой 4:2:2 (10 бит)               | 2:1 (DCT) 90 Мбит/с                        | >500 / 720×576                                      | 62                       | 40 / 124                             |
| Betacam SX      | 1996 | Металло-порошковая | 12,65            | 14,5               | 59,575                               | Цифровой 4:2:2 (8 бит)                | 10:1 (MPEG-2 P@ML) 18 Мбит/с               | >500 / 720×576                                      | 63                       | 62 / 194                             |
| HDCAM           | 1997 | Металло-порошковая | 12,65            | 14                 | 96,7                                 | Цифровой 3:1:1 (8 бит)                | 7:1 (DCT) 144 Мбит/с                       | 1000 / 1440×1080                                    | 54                       | 50 / 155                             |
| MPEG IMX (D-10) | 2001 | Металло-порошковая | 12,65            | 13,3               | 53,776                               | Цифровой 4:2:2 (8 бит)                | 3.3:1 (MPEG-2 P@ML) 50 Мбит/с              | >500 / 720×576                                      | 63                       | 71 / 220                             |
| HDCAM SR        | 2003 | Металло-порошковая | 12,65            | 11                 | 96,7                                 | Цифровой 4:2:2 или 4:4:4 RGB (10 бит) | 2,7:1 (MPEG-4 SStP) 450 Мбит/с             | 1000 / 1920×1080                                    | 55                       | 50 / 155                             |